# Małuszyn
Małuszyn (niem. Erbenfelde, do 1936 r. Maluschütz) – wieś w Polsce, położona w województwie dolnośląskim, w powiecie trzebnickim, w gminie Trzebnica.
W latach 1975–1998 miejscowość należała administracyjnie do województwa wrocławskiego.
We wsi był przystanek kolei wąskotorowej Małuszyn.

## Nazwa
13 listopada 1936 w miejsce nazwy Maluschütz wprowadzono nazwę Erbenfelde. 12 listopada 1946 nadano miejscowości polską nazwę Małuszyn.

## Demografia
W 1933 r. w miejscowości mieszkały 93 osoby, a w 1939 r. – 91 osób. W 2011 r. liczyła 113 mieszkańców.